# Powstanie w Iraku (1991)
Powstanie w Iraku w 1991, nazywane przez szyitów irackich intifadą – zbrojne powstanie wymierzone w dyktatorskie rządy Saddama Husajna w Iraku. Wybuchło ono natychmiast po tym, gdy armia iracka poniosła klęskę w starciu z międzynarodową koalicją kierowaną przez Stany Zjednoczone podczas operacji Pustynna Burza i musiała wycofać się z okupowanego Kuwejtu. Pod wrażeniem wezwań amerykańskich przywódców do buntu przeciwko irackiej dyktaturze, do walki z nią spontanicznie przystąpiły dwie dyskryminowane grupy: iraccy szyici w południowym Iraku oraz zamieszkujący północną część kraju Kurdowie.
Powstańcy nie otrzymali zagranicznego wsparcia; słabo uzbrojeni i pozbawieni jednolitego kierownictwa ponieśli klęskę w walkach z Gwardią Republikańską. Podczas przeprowadzonej przez Alego Hasana al-Madżida, Husajna Kamila al-Madżida oraz Tahę Jasina Ramadana pacyfikacji szyitów zginęło od 50 tys. do 300 tys. powstańców i cywilów. Z Iraku uciekło ponadto ok. 2 mln Kurdów; atak na ich społeczność uniemożliwiły działania amerykańskie, brytyjskie i francuskie, przede wszystkim ustanowienie strefy zakazu lotów na północ od 36 równoleżnika.

## Przebieg powstania

### Wystąpienie antyrządowe szyitów i Kurdów

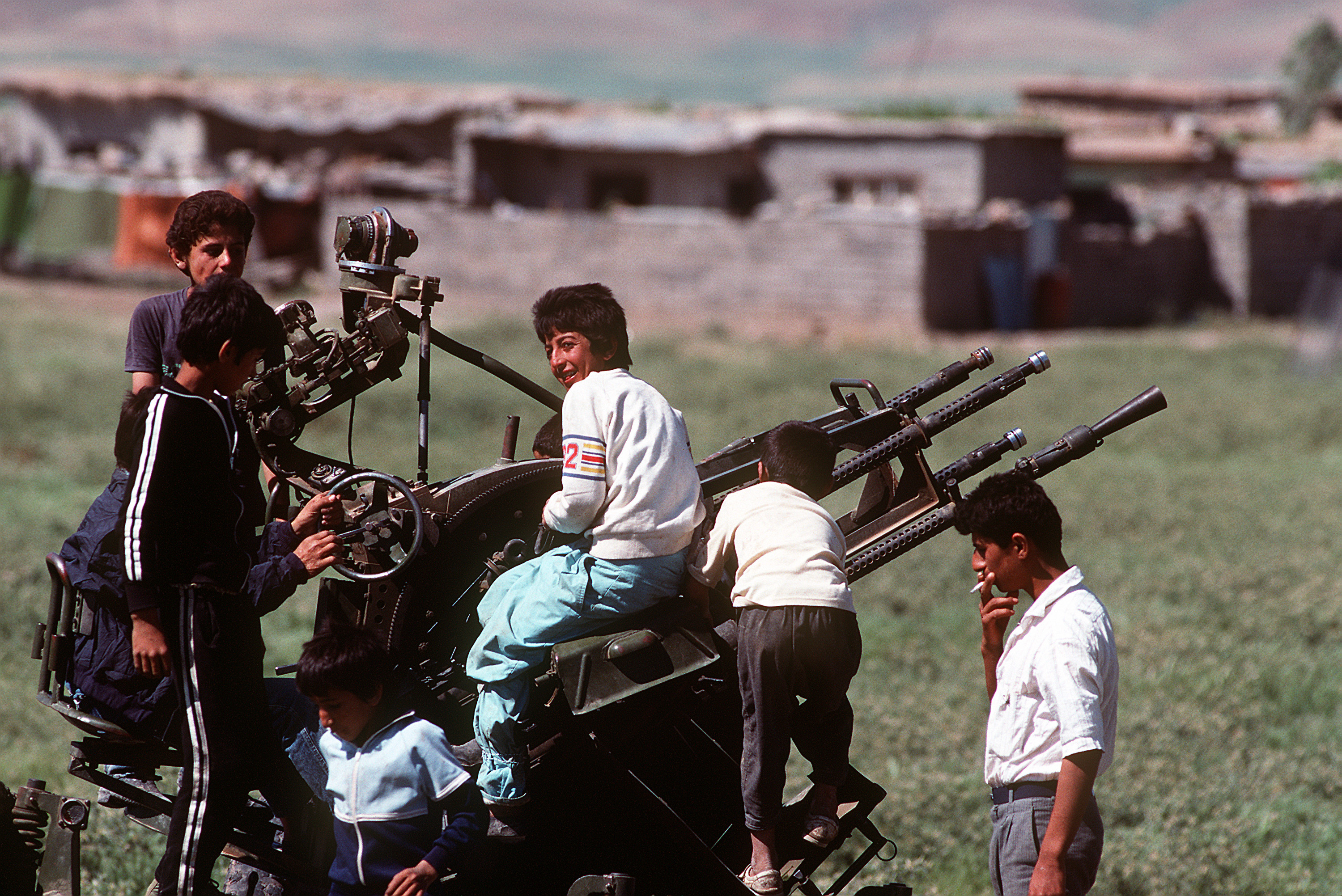
Kurdyjskie dzieci bawiące się na pozostawionym przez Irakijczyków zestawem przeciwlotniczym ZPU-4

Podczas operacji Pustynna Burza prezydent Stanów Zjednoczonych George H.W. Bush twierdził, że działające pod przywództwem amerykańskim państwa chcą obalenia Saddama Husajna i wzywał mieszkańców Iraku do wystąpienia przeciwko dyktatorowi. Otwarcie do powstania wzywał również dowodzący wojskami koalicji gen. Norman Schwarzkopf. Ulotki wzywające do buntu zrzucały amerykańskie samoloty.
Powstanie wybuchło natychmiast po wyparciu wojsk irackich z Kuwejtu podczas operacji Pustynna Burza. 5 marca 1991 doszło do wielotysięcznych demonstracji szyitów w Basrze i An-Nasirijji, które przerodziły się w wystąpienia zbrojne. Następnie walki wybuchły w świętych miastach szyizmu: Karbali i An-Nadżafie. W ciągu czterech dni powstańcy zajęli nie tylko wymienione miasta, ale również Al-Hillę, Al-Kut i Al-Amarę. Wówczas przeciwko rządowi wystąpili również Kurdowie, którzy 4 marca zajęli As-Sulajmanijję, do 14 marca – Kirkuk, a do 24 marca większość irackiego Kurdystanu. Oznaczało to opanowanie 60% terytorium kraju przez powstańców, chociaż działali oni głównie w miastach. Ludność na terenach wiejskich była bardziej niezdecydowana. Szyiccy powstańcy w An-Nadżafie zwrócili się do Amerykanów o pomoc, która, gdyby została udzielona, najprawdopodobniej oznaczałaby upadek rządów Saddama Husajna.

### Przyczyny braku wsparcia zagranicznego dla powstańców
Według Marion Farouk-Sluglett i Petera Slugletta Stany Zjednoczone postanowiły ostatecznie nie udzielić powstańcom pomocy, gdyż uznały, że mimo wszystko korzystniejszy dla ich był znany już dyktatorski rząd Saddama Husajna niż rząd, który utworzyliby w razie sukcesu szyici. W oczach prezydenta USA przejęcie przez szyitów władzy w Iraku byłoby równoznaczne z wzmocnieniem Iranu; obawiano się, że nowy rząd utworzy Najwyższa Rada Rewolucji Islamskiej w Iraku, iracka szyicka organizacja opozycyjna działająca na emigracji w Teheranie. Również sojusznicy USA, Arabia Saudyjska i Turcja, nie życzyli sobie popierania szyitów i wzmocnienia Iranu. USA były natomiast gotowe wesprzeć nowego dyktatora Iraku, gdyby otoczenie Saddama Husajna zdecydowało się na przeprowadzenie puczu. Znane są świadectwa, według których Amerykanie nie tylko nie wsparli powstańców, co mogłoby wynikać z ich wcześniejszych deklaracji, ale wręcz ułatwiały wojskom irackim walkę z nimi. Szyitom irackim, wbrew ich nadziejom, nie udzielił wsparcia również Iran, który zdawał sobie sprawę z faktu, że Amerykanie nie zgodzą się na otwartą interwencję tego państwa w Iraku. Do walki do Iraku przybyli jedynie członkowie Brygady Badr, formacji zbrojnej przy Najwyższej Radzie Rewolucji Islamskiej w Iraku. Powstańcy byli bardzo źle uzbrojeni.

### Pacyfikacja
Saddam Husajn skierował do tłumienia buntu szyitów Gwardię Republikańską złożoną głównie z sunnitów. Powstanie na południu Iraku zostało stłumione w ciągu niecałych trzech tygodni. Operacją dowodził kuzyn dyktatora Ali Hasan al-Madżid. Gwardia Republikańska działała z wielką brutalnością, dokonując masowych pozasądowych egzekucji, bombardując całe dzielnice, uniemożliwiając pochówki ofiar. Niszczone były szyickie meczety. W Bagdadzie również doszło do zabijania osób uznanych za sympatyków powstania; działaniami tymi na polecenie dyktatora kierowali Taha Jasin Ramadan i Husajn Kamil al-Madżid. Bez sądu rozstrzeliwano pojmanych oficerów, którzy wcześniej przeszli na stronę powstańców. W niektórych przypadkach wojsko dokonywało masakr ludności, wzburzone wcześniejszymi wiadomościami o popełnionych przez powstańców mordach, także połączonych z torturami, na członkach partii Baas, funkcjonariuszach służb specjalnych i ich rodzinach, jak również na wziętych do niewoli oficerach i żołnierzach. Wiadomości o zbrodniach zintegrowały irackich sunnitów przeciwko szyickim powstańcom, jak również zniechęciły najbardziej znanych irackich dysydentów do otwartego poparcia powstania. Już podczas pacyfikacji Saddam Husajn wielokrotnie występował w radiu i telewizji, wzywając powstańców do poddania się i obiecując składającym broń amnestię. 23 marca, aby uspokoić szyitów, mianował premierem Saduna Hammadiego wywodzącego się z tej społeczności. Złożył również obietnice autonomii irackim Kurdom. Równocześnie wiele osób uznanych za uczestników powstania trafiło do więzień i tam następnie zginęło.
Do stłumienia powstania przyczynił się również brak skoordynowanego przywództwa. Najważniejsze organizacje opozycyjne zostały w poprzednich latach zdziesiątkowane przez represje rządowe. Te grupy, które zamierzały zza granicy kierować powstaniem, był wewnętrznie podzielone i nieskuteczne. Najważniejsi szyiccy ajatollahowie iraccy nie poparli natomiast buntu na wieść o zbrodniach popełnionych przez jego uczestników. W każdym mieście buntem kierowali lokalni przywódcy. Niektórzy byli związani z nielegalną organizacją szyicką Zew Islamu.
Ali Hasan al-Madżid osobiście dowodził wojskami, które odbiły z rąk powstańców Basrę, Izzat Ibrahim ad-Duri – an-Nasirijję; Husajn Kamil al-Madżid i Taha Jasin Ramadan zajęli odpowiednio Karbalę i An-Nadżaf. W obu miastach zniszczono szyickie sanktuaria. W An-Nadżafie Saddam Husajn osobiście ogłosił zwycięstwo nad powstańcami.
Według Adeeba Dawishy zginęło 30 tys. osób, zarówno uczestników walk, jak i przypadkowych ofiar, w tym kobiet i dzieci. 70 tys. szyitów zbiegło do Iranu. Marion Farouk-Sluglett i Peter Sluglett oszacowali liczbę zabitych na nawet 300 tys. osób, chociaż wskazują, że liczba ta jest niepewna. Według Saida Aburisha w południowym Iraku zginęło od 50 do 300 tys. ludzi.

#### Wydarzenia w Kurdystanie

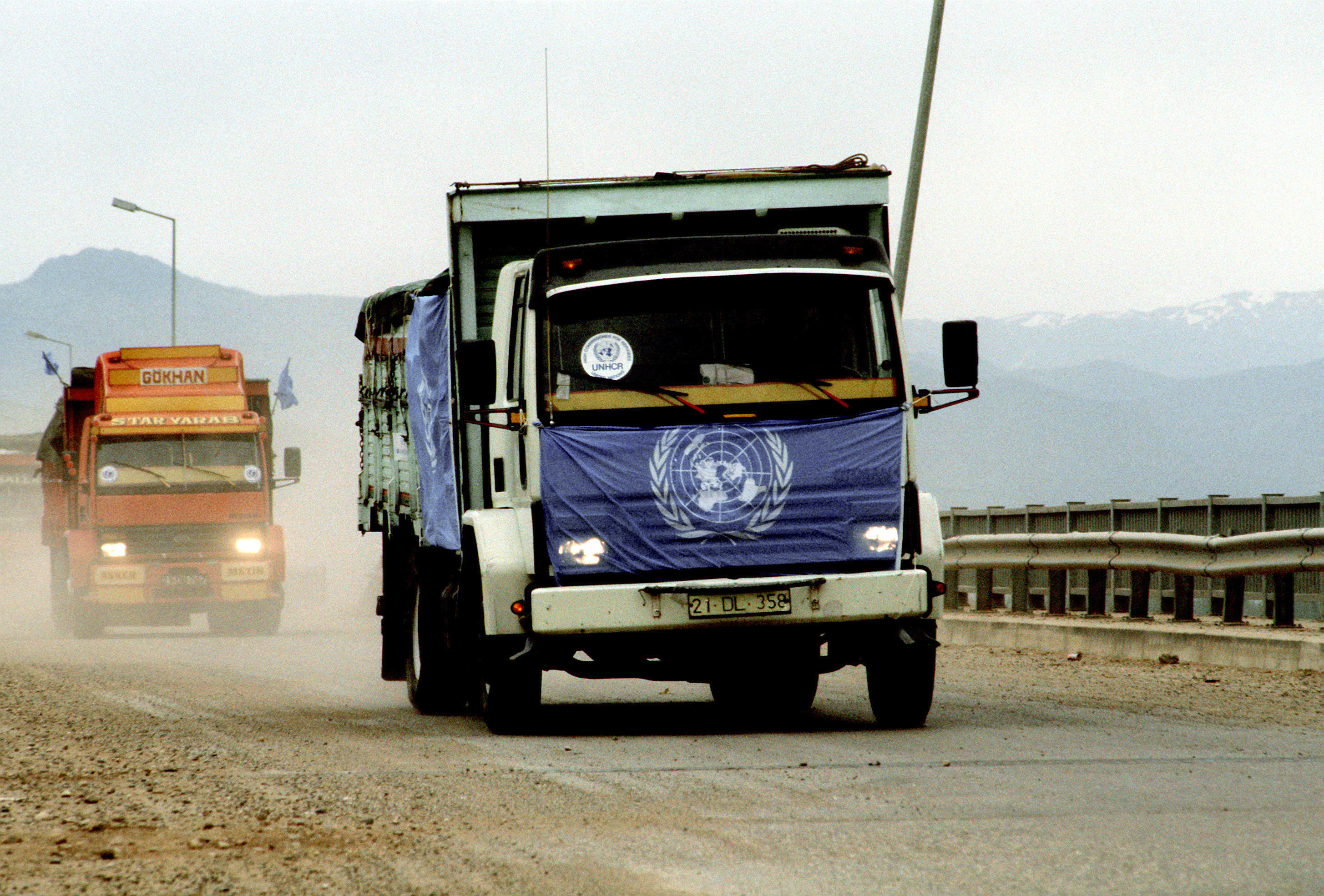
Ciężarówki ze wsparciem wysłanym przez ONZ dla Kurdów

Po stłumieniu powstania szyitów wojska zostały skierowane na północ, do walki z Kurdami. Ci, mając w pamięci operację Al-Anfal, masowo uciekali do Iranu i Turcji. Irak opuściło ok. 2 mln Kurdów, z czego tysiące zmarły podczas ucieczki. O ile Iran przyjmował uchodźców natychmiast, Turcja uczyniła to dopiero pod międzynarodowym naciskiem. Wydarzenia te skłoniły Wielką Brytanię (która zainicjowała to posunięcie), Francję i Stany Zjednoczone do wprowadzenia strefy zakazu lotów na północ od 36 równoleżnika (operacja Provide Comfort), co uniemożliwiło armii irackiej dalszą pacyfikację ludności kurdyjskiej. Kurdowie mogli wrócić na zamieszkane dawniej obszary, a rząd iracki, do momentu obalenia Saddama Husajna, nie odzyskał kontroli nad irackim Kurdystanem. Prezydent USA równocześnie twierdził jednak, że jego kraj nie ma zamiaru wtrącać się w sprawy wewnętrzne Iraku.